# Porphyrinia eburnea
Porphyrinia eburnea är en fjärilsart som beskrevs av Turati 1927. Porphyrinia eburnea ingår i släktet Porphyrinia och familjen nattflyn. Inga underarter finns listade i Catalogue of Life.